# Chaerephon major
Chaerephon major је врста сисара из реда слепих мишева (Chiroptera) и породице Molossidae.

## Распрострањење
Ареал врсте Chaerephon major обухвата већи број држава у Африци. Врста је присутна у Судану, Малију, Нигеру, Нигерији, ДР Конгу, Кенији, Танзанији, Бенину, Обали Слоноваче, Гани, Либерији, Малавију, Сенегалу, Тогу, Уганди, Буркини Фасо и Гвинеји.

## Станиште
Станиште врсте су саване.

## Угроженост
Ова врста је наведена као последња брига, јер има широко распрострањење и честа је врста.